# ダブス

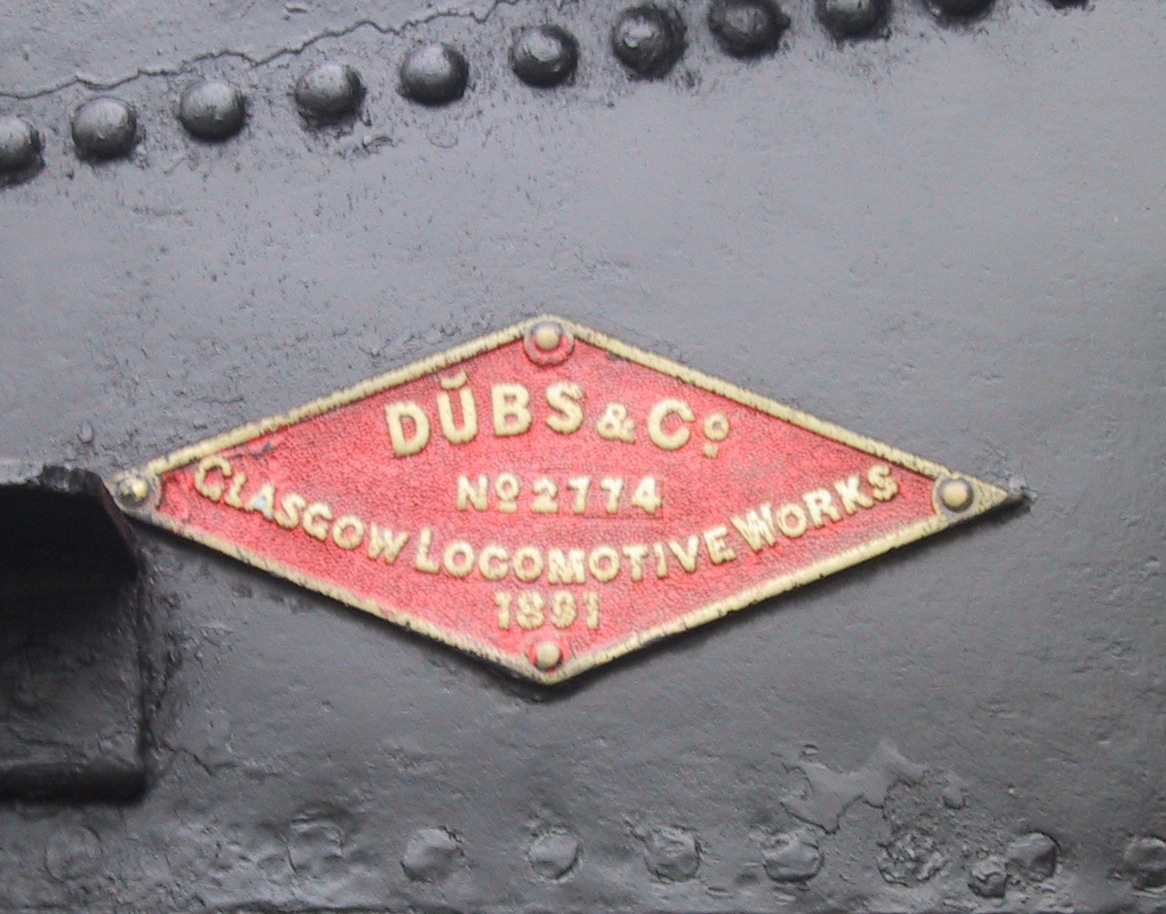
日本工業大学保存の2109号のメーカーズプレート

ダブス（英: Dübs and Company）は、かつてイギリスのグラスゴーに所在した、ヘンリー・ダブス（Henry Dübs）が1863年に設立した機関車メーカーである。1903年にシャープ・スチュアート社、ニールソン社と合併してノース・ブリティッシュ・ロコモティブとなった。

## 保存機関車
ダブスによって製造された機関車は現在でも保存されているものがある。保存機のうち11両はニュージーランドの鉄道向けのものであり、他に南アフリカの鉄道向けのものとマン島のマンクス・ノーザン鉄道（Manx Northern Railway）向けのものが多数ある。

### ニュージーランドの保存機
1873年に製造された車軸配置0-4-0のAクラス（NZR A class (1873)）のうち4両が保存されている。A64とA67はニュージーランドの保存鉄道で運行できる状態にある。A62は個人所有で、煙室がボイラーから取り外された状態にある。A66は、静態保存されていた建物が火災で焼け落ちた際に被害を受けたが、現在の所有者は動態保存に復元しようと努めている。
Cクラス（NZR C class (1873)）は、全部で16両のうち5両のみがダブス製であるが、保存されている2両が共にダブス製である。シルバー・ストリーム鉄道（Silver Stream Railway）で運行されているものは、1875年に購入され当初は車軸配置0-4-0であったが購入後すぐに0-4-2に改造されたもので、その状態のまま保存されている。もう1両のCクラスは、西海岸のバラー渓谷（Buller Gorge）に打ち捨てられていたものを1993年にウェストポート鉄道保存協会（Westport Railway Preservation Society）が修復したもので、現在完全な運行状態に戻すことを最終目標として復元作業が進められている。
車軸配置0-6-0のFクラス（NZR F class）のうち、1878年から1880年までに製造された5両が保存されている。現在F163とF185が運行可能な状態にある。F111は、1980年にボイラーが廃棄処分となり、所有者のオーシャン・ビーチ鉄道（Ocean Beach Railway）では現在修復中である。オーシャン・ビーチ鉄道はF150も所有しているが、アシュバートン（Ashburton）にあるプレーンズ・ビンテージ鉄道（Plains Vintage Railway）へ1986年から貸し出されており、現在のところ修繕されておらず一部が分解されている。F230は、工業用の専用線で使われている時期に車軸配置を0-4-2へ改造されており、現在ハミルトン・レイク・パーク（Hamilton Lake Park）でぼろぼろの状態で静態保存されている。全部で88両のFクラスの中には他にも保存されているものがあるが、他のメーカーの製造である。ただし、F233もダブス製であるとする文献もある。

### その他の保存機
ノルウェー
ノルウェー国鉄（Norges Statsbaner）のクラスXXIとして1894年に製造されたNo.1とNo.2は、ノルウェーのセテスダル博物館鉄道（Setesdalsbanen）で保存されている。No.1は1962年にセテスダルでの通常運行が終了したことに伴い運行されていない。No.2は1894年からセテスダルで使用され続けており、現在に至るまで通常運行、そして1964年からの博物館鉄道としての使用が続けられている。2005年8月現在、定期運行を行っている。
カナダ
カナダ太平洋鉄道向けに1882年に製造された機関車が、マニトバ州ウィニペグのプレーリードッグ中央鉄道（Prairie Dog Central Railway）という遺産鉄道NPOによって動態保存されている。現在修復作業を2009年に終えた三番機機関車(No.3)4-4-0型式機関車が夏季限定の特別運行を行なっている。(2023年7月現在)この動態保存機はカナダ国内で動態保存されている蒸気機関車で最も古い型式の機関車である。